# Саарланд
Саарланд (на немски: Saarland) или Заарланд е една от шестнадесетте федерални провинции на Германия.
Столица на провинцията от 1948 г. е Саарбрюкен.

## География
Провинция Саарланд граничи с Франция на юг и запад, с Люксембург на запад и Райнланд-Пфалц на север и изток.
Саарланд заема площ от 2570 km² и има 1,018 млн. души население. По площ и по население провинцията е най-малката от всички германски Flächenländer („провинции с площ“), с изключение на градовете-провинции Бремен, Берлин и Хамбург. 
Федералната провинция е именувана на река Саар, която е приток на река Мозел и преминава през провинцията от юг в посока северозапад. Повечето жители на Саарланд живеят в градската агломерация, намираща се близо до френската граница, заобикаляща град Саарбрюкен.
Най-високата точка в провинцията е Долберг (Dollberg) с височина 695 метра. 

## История
Саарланд е включена в рамките на Римската империя през I век пр. Хр., а по-късно пада под контрола на франките. През 925 г. става част от Свещената Римска империя, но силното френско влияние се запазва.
Между 1381 и 1793 г. графовете на Насау-Саарбрюкен са основните местни владетели. Чест обект на спор между по-силните си съседи, областта попада под френско господство през XVI век и става част от Франция през 80-те години на XVII век. Франция е принудена да освободи Саарланд през 1697 г.
През 1793 г. Саарбрюкен е окупиран от френски революционни войски. Фюрст Лудвиг бяга в изгнание, където умира в следващата година. Престолонаследникът Хайнрих също умира и по този начин приключва линията Саарбрюкен-Насау. Според мирните договори от Кампо Формио от 1797 г. и от Люневил от 1801 г. графство Саарбрюкен е част от Франция. Франция запазва контрол над Саарланд до 1815 г.
След 1815 г. по-голямата част от областта е част от рейнската провинция на Прусия.
През 1852 г. е изградена железопътна линия, свързаща пфалцката железница „Лудвигбан“ с източнофренската железница.
През XIX век се разработват въглищните и железни ресурси на региона. Френската армия окупира областта между 2 и 4 август 1870 г., по време на Френско-пруската война.
Според Версайския договор от 1919 г. въгледобивните мини на Саарланд стават собственост на Франция за период от 15 години като компенсация за разрушаването на френските мини по време на войната и поставя областта под контрола на Обединените нации.
Договорът също така предвижда референдум в края на 15-годишния период, който трябва да определи бъдещия статут на областта.
През 1935 г. повече от 90% от електората гласува за присъединяване към Германия. Първото радио в Саарланд започва да излъчва програма.
През Втората световна война областта е подложена на тежки бомбардировки и става част от окупираните от съюзническите войски територии в Германия. През 1946 г. областта придобива статут на отделна зона. В края на 40-те и началото на 50-те години на XX век французите се опитват да направят Саарланд отделна държава.
През 1955 г. областта поисква ранно присъединяване към Германия и на 1 януари 1957 Саарланд става част от Федерална република Германия.

## Административно деление
Саарланд е разделена на шест области:
1. Мерцих-Вадерн
2. Нойнкирхен
3. Саарбрюкен
4. Саарлуис
5. Саарпфалц
6. Санкт Вендел